# FN-sekretariatet
FN-sekretariatet er et af hovedorganerne i de Forenede Nationer (FN). 
Det ledes af generalsekretæren, og beskæftiger en stab på omkring 8.900 embedsmænd fra FN's 193 medlemslande (pr. 19 juni 2014). Omkring halvdelen arbejder i FN's hovedkvarter i New York.
Sekretariatet forvalter organisationens programmer og retningslinjer og betjener dens øvrige hovedorganer, bl.a. FN's generalforsamling, FN's Sikkerhedsråd samt FN's økonomiske og sociale råd med rapporter og informationer. 
| Forening eller organisation | Spire Denne artikel om en forening eller organisation er en spire som bør udbygges. Du er velkommen til at hjælpe Wikipedia ved at udvide den. |

- Wikimedia Commons har flere filer relateret til FN-sekretariatet